# Ecografia addominale

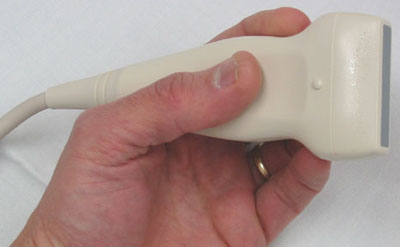
Sonda ad ultrasuoni (tipo lineare) che viene utilizzata per l'esame di strutture superficiali

L'ecografia addominale (o ecografia transaddominale è una metodica diagnostica non invasiva, una forma di ultrasonografia medica (cioè un'applicazione medica della tecnologia a ultrasuoni) per visualizzare alcune strutture anatomiche addominali. La tecnica utilizza la trasmissione e la riflessione delle onde ultrasoniche emesse da una sonda appoggiata sulla cute del paziente, per visualizzare gli organi interni attraverso la parete addominale (con l'aiuto di un gel che aiuta la trasmissione delle onde sonore). Per questo motivo, la procedura è anche chiamata ecografia transaddominale, in contrasto con l'ecografia endoscopica, quest'ultima una metodica che combina gli ultrasuoni con l'endoscopia per visualizzazione determinate strutture interne a partire dall'interno di organi cavi.
L'ecografia addominale è un esame diagnostico molto diffuso che di fatto viene eseguito da medici specialisti provenienti da diversi settori di interesse, radiologi, gastroenterologi, medici internisti e medici d'emergenza-urgenza.

## Tecnica
Il ricorso agli ultrasuoni con esecuzione di un'ecografia è la modalità radiologica meno invasiva per l'imaging gastroenterologico, in particolare fegato e vie biliari.
La tecnica, a differenza della tomografia computerizzata (TAC) e della risonanza magnetica (MRI) è portatile e può essere eseguita rapidamente, al letto del paziente ("bedside").
L'ecografia non comporta alcuna esposizione alle radiazioni ionizzanti (raggi X) ed è quindi la tecnica iniziale di scelta nelle donne in gravidanza. Ulteriori vantaggi sono dati dal fatto che la tecnica viene spesso utilizzata per guidare in modo efficiente alcune procedure interventistiche (in particolare la paracentesi o la toracentesi, l'agobiopsia epatica ed altre ancora). L'ecografia non richiede l'utilizzo di mezzo di contrasto (un ulteriore vantaggio se il paziente è a rischio d'allergie) ed è utilizzabile in coloro che presentano controindicazioni al ricorso ad altre tecniche (ad esempio la risonanza magnetica).
Esistono anche alcuni svantaggi: la tecnica non fornisce delle buone immagini se il paziente presenta un intenso meteorismo intestinale (l'aria infatti non trasmette adeguatamente gli echi degli ultrasuoni e comporta "zone d'ombra" durante l'esecuzione dell'esame). Inoltre la valutazione di soggetti obesi, quindi con molto grasso addominale, si rivela sempre problematica. Si deve infine avere presente che la qualità dell'imaging è strettamente "operatore dipendente", vale a dire che è in stretta relazione con l'esperienza del medico che esegue l'esame.
L'imaging ecografico avviene in tempo reale e senza necessità di sedazione. Anche se le apparecchiature ecografiche consentono tutte di stampare immagini delle strutture visualizzate, il movimento degli organi visualizzato dall'operatore riveste un ruolo centrale: ad esempio durante l'ecografia della vescica è possibile visualizzare il jet urinario, cioè l'emissione pulsata di urina dagli ureteri, che a sua volta è un importante segno indiretto di ostruzione mono o bilaterale. Inoltre l'esaminatore può evocare, attraverso l'utilizzo della sonda, alcuni segni ecografici: ad esempio premendo la sonda a ultrasuoni contro la cistifellea si può ottenere un segno di Murphy radiologico.

## Usi medici
L'ecografia addominale può essere utilizzata per diagnosticare anomalie in vari organi interni, come i reni, il fegato, la cistifellea, il pancreas, la milza e l'aorta addominale.
Se viene aggiunta la funzione doppler, è possibile valutare anche il flusso di sangue all'interno dei vasi sanguigni (ad esempio, per cercare una eventuale stenosi dell'arteria renale).
All'ecografia addominale si ricorre comunemente per gli accertamenti diagnostici strumentali in caso di dolore addominale o situazioni di addome acuto (una sindrome caratterizzata da dolore addominale improvviso e/o severo in cui potrebbe essere necessario un intervento chirurgico): in questi casi la metodica permette spesso di diagnosticare con buona certezza un'appendicite o una colecistite.
L'ecografia può essere utilizzata anche in caso di sospetto ingrandimento di uno o più organi: torna molto utile per lo studio di una sospetta splenomegalia, nell'ipotesi di ritenzione urinaria e conseguente dilatazione della vescica, oppure nello screening e follow-up di soggetti con aneurisma dell'aorta addominale. 
Proprio in caso di utilizzo per lo studio dell’aorta addominale, oltre a rilevare o escludere la presenza di aneurisma la metodica permette misurazione aortiche attendibili e standard (la dilatazione viene misurata tra i margini esterni della parete aortica) ed il loro confronto nel tempo.
L'ecografia può essere utilizzata per ottenere ulteriori informazioni anatomiche in pazienti con una funzione renale anormale: la metodica è piuttosto precisa nell'accertare patologie a carico di rene e vie urinarie, in particolare se calcoli delle vie urinarie. Un'ulteriore possibilità di utilizzo è data dagli accertamenti diagnostici in caso di dolore addominale associato ad incremento degli enzimi pancreatici (amilasi pancreatica e lipasi pancreatica).
La conferma diagnostica della presenza di splenomegalia (che può ad esempio accompagnarsi ad una mononucleosi infettiva), può essere effettuata tramite un'ecografia addominale. L'esame permette, ovviamente, una quantificazione più precisa e riproducile della splenomegalia rispetto al semplice esame obiettivo.  Tuttavia, poiché la dimensione della milza varia notevolmente, l'ecografia non è una tecnica valida in assoluto per valutare l'allargamento della milza e in particolare non dovrebbe essere utilizzata per prendere decisioni di routine sull'idoneità allo sport.

### Riscontro di calcoli
L'ecografia è molto utile nella diagnostica della malattia litiasica, sia in caso di calcoli renali che nel caso di calcoli biliari, in quanto è in grado di identificare direttamente la presenza di calcoli nelle cavità renali (i calcoli tipicamente danno un effetto iperecogeno, con attenuazione posteriore del fascio ultrasonoro, il cosiddetto "cono d’ombra" ecografico). Inoltre l'ecografia evidenzia anche i segni indiretti di calcolosi: in caso di calcolosi ureterale l'idronefrosi, ovvero la dilatazione dei calici urinari, del bacinetto renale e dello stesso uretere; in caso di calcolosi della colecisti la presenza di calcoli all'interno dell'organo o la dilatazione delle vie biliari.
L'ecografia trova anche impiego per guidare procedure come il trattamento di calcoli renali con Litotrissia extracorporea a onde d'urto, agobiopsie o paracentesi (la procedura che permette il drenaggio tramite apposito ago di liquido ascitico, ovvero liquido libero all'interno della cavità addominale).

### Fegato
Nei pazienti con test di funzionalità epatica compromessa, l'ecografia può mostrare un aumento delle dimensioni del fegato (epatomegalia), un aumento della riflettività (che può stare ad indicare colestasi), malattie della cistifellea o del dotto biliare o un tumore epatico.
In caso di tumori epatici l'ecografia si rivela estremamente utile in quanto ne permette la rilevazione e ne facilita la caratterizzazione. La rilevazione del tumore dovrebbe sempre includere informazioni morfometriche (volume e dimensioni del tumore misurate sui tre assi) e informazioni topografiche (numero di localizzazioni, posizione rispetto al segmento epatico ed ai lobi). Le specifiche di questi dati sono importanti per una corretta stadiazione del tumore ed hanno anche ripercussioni sulla prognosi.
La caratterizzazione ecografica del tumore è un processo complesso, basato su una serie di criteri che possono portare alla definizione della natura del tumore. Vengono presi in considerazione soprattutto i seguenti elementi: consistenza (solida, liquida, mista), ecogenicità, aspetto della struttura (omogenea o eterogenea), delineazione del parenchima epatico circostante (capsulare, impreciso), elasticità, effetto di potenziamento acustico posteriore, relazione con organi o strutture vicine (spostamento, invasione), vascolarizzazione (presenza e caratteristiche all’ecografia Doppler ed all’ecografia epatica con mezzo di contrasto - CEUS).
In alcuni casi la caratterizzazione ecografica può essere così precisa ("biopsia virtuale") da non rendere sempre necessarie altre procedure diagnostiche, soprattutto quelle interventistiche.

### Rene e vie urinarie
L'ecografia dei reni è essenziale nella diagnosi e nel trattamento delle malattie che colpiscono i reni e le vie urinarie. I reni sono facilmente esaminabili e la maggior parte dei cambiamenti patologici nei reni, ureteri e vescica sono distinguibili con il ricorso agli ultrasuoni.

### Ecografia delle anse intestinali
L'ecografia delle anse intestinali o ecografia intestinale è una metodica che permette di visualizzare il piccolo intestino (digiuno e ileo) e grande intestino (colon e retto). La sua utilità principale è nel diagnosticare e monitorare le malattie infiammatorie croniche intestinali (IBD). In particolar modo nei pazienti con la malattia di Crohn svolge un ruolo importante nel valutare la risposta alla terapia e nel diagnosticare possibili complicanze come stenosi, fistole o ascessi; anche nei pazienti con colite ulcerosa (se non limitata al solo retto) può svolgere un ruolo molto importante nel valutare lo stato di infiammazione in maniera comparabile all'esame endoscopico, seppur con il limite dell'impossibilità di valutare formazioni polipoidi, ulcerate o di eseguire l'esame istologico.
L'ecografia intestinale è uno dei più apprezzati dai pazienti con IBD (rispetto alla colonscopia e alla risonanza magnetica), poiché non è invasivo, non prevede alcuna preparazione intestinale, è di rapida durata e non è necessario l’utilizzo di mezzi di contrasto endovenosi.
L'ecografia è spesso usata anche nel diagnosticare la Sindrome dell'intestino irritabile nei pazienti con presentazione clinica simile a quella delle IBD (diarrea e dolore addominale).
L’ecografia delle anse intestinali viene spesso eseguita dai gastroenterologi esperti di questa metodica.